# 穆罗
穆罗（西班牙语）是西班牙巴利阿里群岛的一个市镇。总面积59平方公里，总人口6107人（2001年），人口密度104人/平方公里。